# Volo National Airlines 83
Il volo National Airlines 83 era un volo regionale degli Stati Uniti partito dall'Aeroporto Internazionale di Newark, che serviva New York, a Filadelfia. Il 14 gennaio 1951 il Douglas DC-4 della National Airlines che operava la tratta si schiantò durante l'atterraggio all'Aeroporto Internazionale di Filadelfia. L'aereo uscì di pista, finì in un fosso e prese fuoco. Delle 28 persone a bordo, 7 rimasero uccise e 11 ferite. Uno dei morti fu l'unica assistente di volo, Frankie Housley, che era tornata sull'aereo in fiamme per cercare di salvare altri passeggeri.

## Lo schianto
All'arrivo all'aeroporto internazionale di Filadelfia, i piloti cercarono di far atterrare l'aereo troppo lontano dalla pista, invece di interrompere l'avvicinamento. La pista era ghiacciata, così il velivolo non riuscì a fermarsi, correndo attraverso una recinzione e finendo in un fosso. L'ala sinistra si spezzò, rompendo i serbatoi del carburante, e l'aereo prese fuoco. Delle 28 persone a bordo, inclusi 3 membri dell'equipaggio, 7 morirono, tra cui due neonati e l'assistente di volo a bordo.

## Frankie Housley
Mary Frances "Frankie" Housley era l'unica assistente di volo sul volo. Aprì il portellone d'emergenza e vide il terreno otto piedi più in basso. Ritornando in cabina, aiutò i passeggeri a slacciare le cinture di sicurezza, li guidò verso la porta e diede una leggera spinta a coloro che esitavano a saltare. Dopo aver portato in salvo 10 persone, tornò dentro per cercare di salvare un bambino. Dopo che l'incendio fu spento, furono ritrovati i corpi di cinque donne e due bambini, tra cui la Housley con un bambino di quattro mesi in braccio.